# ジーン・キーン
ジーン・キーン（Jean Keene、1923年10月20日 - 2009年1月13日）は、アメリカ合衆国・ミネソタ州のエイトキン郡出身のロデオトリックライダー。
彼女はイーグル・レディと呼ばれ、アラスカ州のホーマーにて野生のハクトウワシにえさを与えていたことでアメリカ国内中から注目された女性であった。
彼女のえさを与える行為には多くの支持者もいたものの、餌付けによって地元のハクトウワシ数が多くなったことにより地元民からは批判の的となった。
彼女の死後、ホーマーにおいては肉食性の鳥類に対してえさを与えることを禁止する法律が可決された。